# Prepona dexamenus
Prepona dexamenus är en fjärilsart som beskrevs av Carl Heinrich Hopffer 1874. Prepona dexamenus ingår i släktet Prepona och familjen praktfjärilar. Inga underarter finns listade i Catalogue of Life.